# Schillerkaufhaus

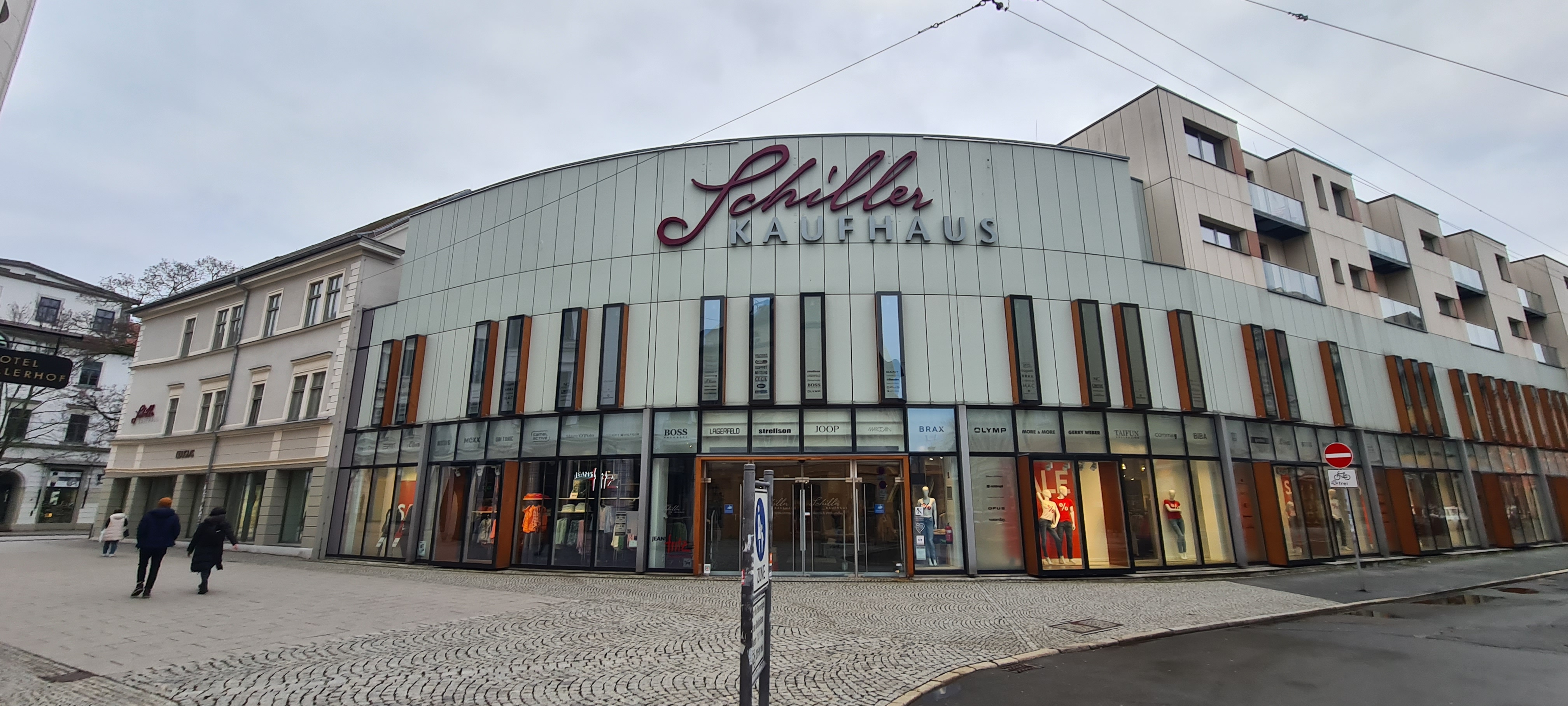
Schillerkaufhaus Weimar

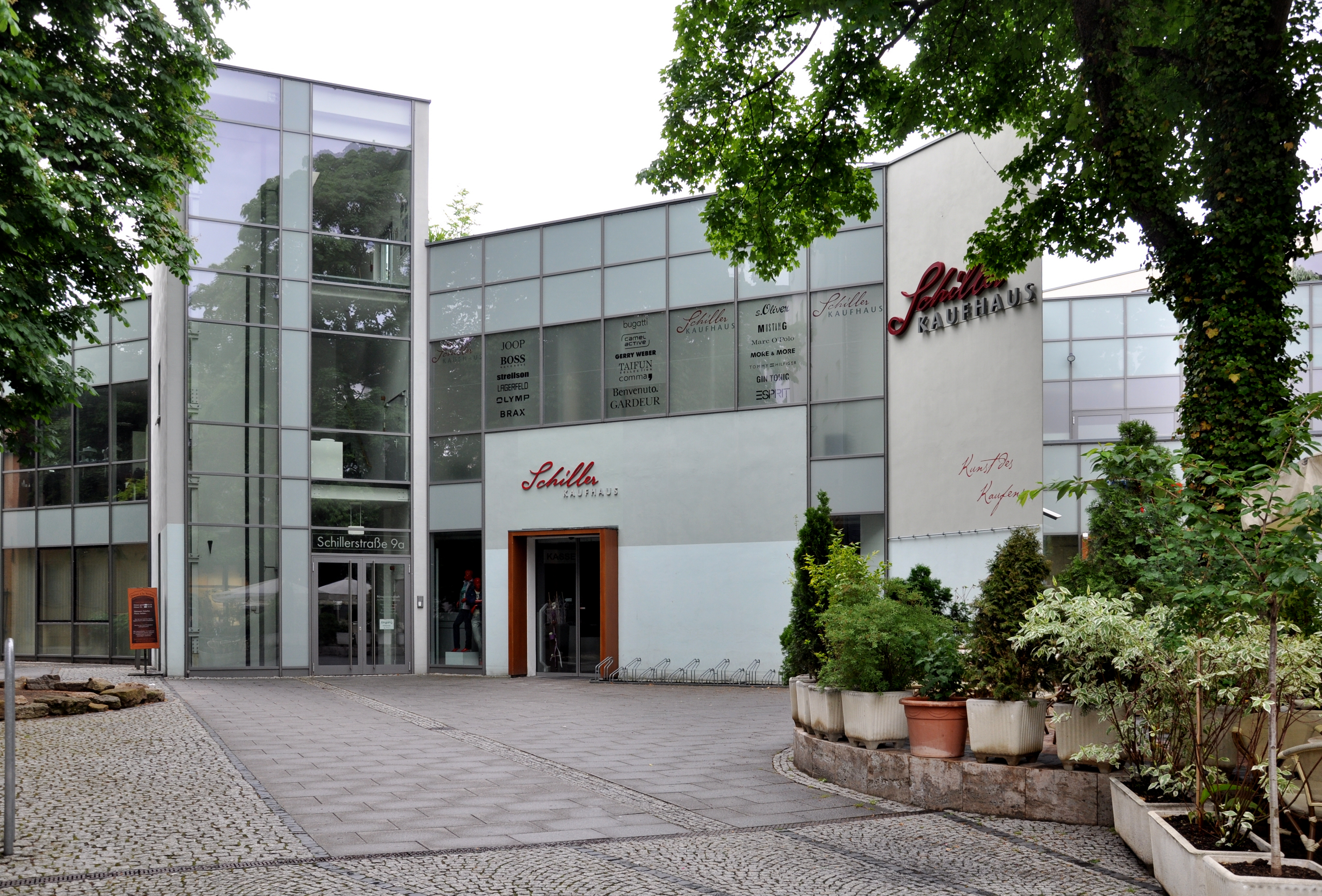
Schillerkaufhaus Weimar

In der Schillerstraße 11/11a bzw. 9a befindet sich das Schillerkaufhaus, das größte Modekaufhaus in Weimar. Stärker als auf die Schillerstraße wirkt der Bau auf die Hummelstraße bzw. die Schützengasse straßenbildprägend. Gegenüber davon befindet sich das Schillerhaus. Die in der Schillerstraße befindlichen Hausnummern 11 und 11a gehören auch zum Schillerkaufhaus und wurden in das Konzept integriert. Darin liegt u. a. die Gelateria Giancarlo, unmittelbar neben dem Gänsemännchenbrunnen.
Es besitzt einen barrierefreien Zugang und eine Tiefgarage und gilt als eines der Herzstücke der Weimarer Innenstadt. Die Bruttonutzfläche liegt bei 9346 Quadratmetern.
Der Betreiber ist die Konsumgenossenschaft Weimar eG., die auch das Goethekaufhaus am Theaterplatz betreibt. Das Schillerkaufhaus, mit dem modernen Teil mit der Hausnummer 9a, wurde im Kulturstadtjahr nach dreijähriger Bauzeit 1999 fertiggestellt. Entworfen wurde es vom Architekturbüro Tietz. Auftraggeber war die GbR Fielmann + Meis in Weimar.
Das Schillerkaufhaus war beim Amtsgericht Jena mit dem Handelsregisterauszug HRA 102082 als Schiller-Kaufhaus Magnus GmbH & Co. KG bis zur Löschung 2016 registriert.